# Campeonato Europeo de Baloncesto Masculino de 1947
La edición V del Campeonato Europeo de Baloncesto se celebró en Checoslovaquia del 27 de abril al 3 de mayo de 1947 en la ciudad de Praga. El torneo contó con la participación de 14 selecciones nacionales.
La medalla de oro fue para la selección de la Unión Soviética, que se impuso en la final a Checoslovaquia por 56 a 37. La medalla de bronce fue para la selección de Egipto.

## Grupos
Los 14 equipos participantes fueron divididos en cuatro grupos de la forma siguiente:
| Grupo A        | Grupo B         | Grupo C  | Grupo D |
| -------------- | --------------- | -------- | ------- |
| Rumania        | Hungría         | Bulgaria | Albania |
| Polonia        | Yugoslavia      | Austria  | Italia  |
| Checoslovaquia | Unión Soviética | Francia  | Bélgica |
| Países Bajos   |                 |          | Egipto  |

## Primera fase

### Grupo A
| Equipo         | J | G | P | T+  | T-  | DT   | PTS |
| -------------- | - | - | - | --- | --- | ---- | --- |
| Checoslovaquia | 3 | 3 | 0 | 208 | 61  | +147 | 6   |
| Polonia        | 3 | 2 | 1 | 108 | 106 | +2   | 5   |
| Rumania        | 3 | 1 | 2 | 107 | 157 | -50  | 4   |
| Países Bajos   | 3 | 0 | 3 | 84  | 183 | -99  | 3   |

| Fecha    | Partido        | Partido | Partido        | Resultado |
| -------- | -------------- | ------- | -------------- | --------- |
| 27.04.47 | Polonia        | -       | Rumania        | 51-32     |
| 27.04.47 | Checoslovaquia | -       | Países Bajos   | 93-19     |
| 28.04.47 | Rumania        | -       | Checoslovaquia | 25-64     |
| 28.04.47 | Polonia        | -       | Países Bajos   | 40-23     |
| 29.04.47 | Países Bajos   | -       | Rumania        | 42-50     |
| 29.04.47 | Checoslovaquia | -       | Polonia        | 51-17     |

### Grupo B
| Equipo          | J | G | P | T+  | T-  | DT  | PTS |
| --------------- | - | - | - | --- | --- | --- | --- |
| Unión Soviética | 2 | 2 | 0 | 112 | 44  | +68 | 4   |
| Hungría         | 2 | 1 | 1 | 83  | 89  | -6  | 3   |
| Yugoslavia      | 2 | 0 | 2 | 38  | 100 | -62 | 2   |

| Fecha    | Partido         | Partido | Partido    | Resultado |
| -------- | --------------- | ------- | ---------- | --------- |
| 27.04.47 | Unión Soviética | -       | Yugoslavia | 50-11     |
| 28.04.47 | Unión Soviética | -       | Hungría    | 62-33     |
| 29.04.47 | Yugoslavia      | -       | Hungría    | 27-50     |

### Grupo C
| Equipo   | J | G | P | T+  | T-  | DT   | PTS |
| -------- | - | - | - | --- | --- | ---- | --- |
| Francia  | 2 | 2 | 0 | 167 | 38  | +129 | 4   |
| Bulgaria | 2 | 2 | 1 | 88  | 80  | +8   | 3   |
| Austria  | 2 | 0 | 2 | 19  | 156 | -137 | 2   |

| Fecha    | Partido  | Partido | Partido  | Resultado |
| -------- | -------- | ------- | -------- | --------- |
| 27.04.47 | Bulgaria | -       | Austria  | 56-13     |
| 28.04.47 | Francia  | -       | Austria  | 100-6     |
| 29.04.47 | Francia  | -       | Bulgaria | 67-32     |

### Grupo D
| Equipo  | J | G | P | T+  | T-  | DT   | PTS |
| ------- | - | - | - | --- | --- | ---- | --- |
| Egipto  | 3 | 3 | 0 | 193 | 92  | +101 | 6   |
| Bélgica | 3 | 2 | 1 | 183 | 78  | +105 | 5   |
| Italia  | 3 | 1 | 2 | 119 | 92  | +27  | 4   |
| Albania | 3 | 0 | 3 | 45  | 278 | -233 | 3   |

| Fecha    | Partido | Partido | Partido | Resultado |
| -------- | ------- | ------- | ------- | --------- |
| 27.04.47 | Italia  | -       | Albania | 60-15     |
| 27.04.47 | Bélgica | -       | Egipto  | 35-46     |
| 28.04.47 | Bélgica | -       | Albania | 114-11    |
| 28.04.47 | Egipto  | -       | Italia  | 43-38     |
| 29.04.47 | Albania | -       | Egipto  | 19-104    |
| 29.04.47 | Italia  | -       | Bélgica | 21-34     |

## Segunda fase

### Grupo 1
| Equipo         | J | G | P | T+  | T-  | DT  | PTS |
| -------------- | - | - | - | --- | --- | --- | --- |
| Checoslovaquia | 3 | 3 | 0 | 116 | 99  | +17 | 6   |
| Bélgica        | 3 | 2 | 1 | 86  | 85  | +1  | 5   |
| Francia        | 3 | 1 | 2 | 93  | 100 | -7  | 4   |
| Hungría        | 3 | 0 | 3 | 116 | 127 | -11 | 3   |

| Fecha    | Partido        | Partido | Partido        | Resultado |
| -------- | -------------- | ------- | -------------- | --------- |
| 30.04.47 | Hungría        | -       | Checoslovaquia | 48-52     |
| 30.04.47 | Francia        | -       | Bélgica        | 26-27     |
| 01.05.47 | Bélgica        | -       | Hungría        | 30-27     |
| 01.05.47 | Francia        | -       | Checoslovaquia | 22-32     |
| 02.05.47 | Hungría        | -       | Francia        | 41-45     |
| 02.05.47 | Checoslovaquia | -       | Bélgica        | 32-29     |

### Grupo 2
| Equipo          | J | G | P | T+  | T-  | DT  | PTS |
| --------------- | - | - | - | --- | --- | --- | --- |
| Unión Soviética | 3 | 3 | 0 | 137 | 74  | +63 | 6   |
| Egipto          | 3 | 2 | 1 | 135 | 112 | +23 | 5   |
| Polonia         | 3 | 1 | 2 | 78  | 115 | -37 | 4   |
| Bulgaria        | 3 | 0 | 3 | 89  | 138 | -49 | 3   |

| Fecha    | Partido         | Partido | Partido         | Resultado |
| -------- | --------------- | ------- | --------------- | --------- |
| 30.04.47 | Polonia         | -       | Egipto          | 28-52     |
| 30.04.47 | Unión Soviética | -       | Bulgaria        | 55-24     |
| 01.05.47 | Unión Soviética | -       | Egipto          | 46-32     |
| 01.05.47 | Bulgaria        | -       | Polonia         | 27-32     |
| 02.05.47 | Egipto          | -       | Bulgaria        | 51-38     |
| 02.05.47 | Polonia         | -       | Unión Soviética | 18-36     |

### Grupo 3
| Equipo  | J | G | P | T+  | T-  | DT   | PTS |
| ------- | - | - | - | --- | --- | ---- | --- |
| Rumania | 2 | 2 | 0 | 142 | 42  | +100 | 4   |
| Austria | 2 | 1 | 1 | 67  | 96  | -29  | 3   |
| Albania | 2 | 0 | 2 | 46  | 117 | -71  | 2   |

| Fecha    | Partido | Partido | Partido | Resultado |
| -------- | ------- | ------- | ------- | --------- |
| 30.04.47 | Austria | -       | Rumania | 23-69     |
| 01.05.47 | Albania | -       | Rumania | 19-73     |
| 02.05.47 | Albania | -       | Austria | 27-44     |

### Grupo 4
| Equipo       | J | G | P | T+ | T- | DT  | PTS |
| ------------ | - | - | - | -- | -- | --- | --- |
| Italia       | 2 | 1 | 1 | 93 | 72 | +21 | 3   |
| Países Bajos | 2 | 1 | 1 | 65 | 66 | -1  | 3   |
| Yugoslavia   | 2 | 1 | 1 | 65 | 85 | -20 | 3   |

| Fecha    | Partido    | Partido | Partido      | Resultado |
| -------- | ---------- | ------- | ------------ | --------- |
| 30.04.47 | Italia     | -       | Yugoslavia   | 59-33     |
| 01.05.47 | Italia     | -       | Países Bajos | 34-39     |
| 02.05.47 | Yugoslavia | -       | Países Bajos | 32-26     |

## Finales

### Decimotercer puesto
| Fecha    | Partido | Partido | Partido    | Resultado |
| -------- | ------- | ------- | ---------- | --------- |
| 03.05.47 | Albania | -       | Yugoslavia | 13-90     |

### Undécimo puesto
| Fecha    | Partido | Partido | Partido      | Resultado |
| -------- | ------- | ------- | ------------ | --------- |
| 03.05.47 | Austria | -       | Países Bajos | 33-54     |

### Noveno puesto
| Fecha    | Partido | Partido | Partido | Resultado |
| -------- | ------- | ------- | ------- | --------- |
| 03.05.47 | Rumania | -       | Italia  | 39-55     |

### Séptimo puesto
| Fecha    | Partido | Partido | Partido  | Resultado |
| -------- | ------- | ------- | -------- | --------- |
| 03.05.47 | Hungría | -       | Bulgaria | 59-29     |

### Quinto puesto
| Fecha    | Partido | Partido | Partido | Resultado |
| -------- | ------- | ------- | ------- | --------- |
| 03.05.47 | Francia | -       | Polonia | 62-29     |

### Tercer puesto
| Fecha    | Partido | Partido | Partido | Resultado |
| -------- | ------- | ------- | ------- | --------- |
| 03.05.47 | Bélgica | -       | Egipto  | 48-50     |

### Final
| Fecha    | Partido        | Partido | Partido         | Resultado |
| -------- | -------------- | ------- | --------------- | --------- |
| 03.05.47 | Checoslovaquia | -       | Unión Soviética | 37-56     |

## Medallero
|                 |                |        |
| Unión Soviética | Checoslovaquia | Egipto |

## Clasificación final
| 1. - Unión Soviética |
| 2. - Checoslovaquia  |
| 3. - Egipto          |
| 4. - Bélgica         |
| 5. - Francia         |
| 6. - Polonia         |
| 7. - Hungría         |
| 8. - Bulgaria        |
| 9. - Italia          |
| 10. - Rumania        |
| 11. - Países Bajos   |
| 12. - Austria        |
| 13. - Yugoslavia     |
| 14. - Albania        |

## Trofeos individuales

### Mejor jugadorMVP
- Joann Lõssov

## Plantilla de los 4 primeros clasificados
1. Unión Soviética: Otar Korkia, Stepas Butautas, Joann Lõssov, Nodar Dzordzikia, Ilmar Kullam, Anatoly Konev, Yevgeni Alekseyev, Alexander Moiseev, Justinas Lagunavičius, Kazimieras Petkevičius, Yuri Ushakov, Vytautas Kulakauskas, Vasili Kolpakov (Entrenador: Sergei Tarasov)
2. Checoslovaquia: Ivan Mrázek, Miloš Bobocký, Jiří Drvota, Josef Ezr, Jan Kozák, Gustav Hermann, Miroslav Vondráček, Ladislav Trpkoš, Karel Bělohradský, Miroslav Dostál, Milan Fraňa, Václav Krása, Josef Toms, Emil Velenský (Entrenador: Josef Fleischlinger)
3. Egipto: Youssef Mohammed Abbas, Fouad Abdelmeguid el-Kheir, Guido Acher, Maurice Calife, Gabriel Armand "Gaby" Catafago, Abdelrahman Hafez Ismail, Zaki Selim Harari, Hassan Moawad, Hussein Kamel Montasser, Wahid Chafik Saleh, Albert Fahmy Tadros, Zaki Yehia
4. Bélgica: Ange Hollanders, Henri Hollanders, Gustave Poppe, Emile Kets, Georges Baert, Henri Hermans, Julien Meuris, Rene Steurbaut, Francois de Pauw, Henri Coosemans, Guillaume van Damme, Armand van Wambeke, Fernand Rossius, Joseph Pirard (Entrenador: Raymond Briot)